# Susan Olsen
 Der er for få eller ingen kildehenvisninger i denne artikel, hvilket er et problem. Du kan hjælpe ved at angive troværdige kilder til de påstande, som fremføres i artiklen.

Susan Annabella Olsen (født 27. april 1964) er en dansk skuespiller.
Susan A. Olsen er født og opvokset i Frederiksværk. Hun er datter af matros Per Nielsen og frisør Jytte Nielsen.
Susan Olsen er uddannet fra Aarhus Teaters Elevskole i 1993.
Startede i 2010 firmaet Act-Up, som arbejder med coaching, forumteater og ikke mindst innovation for firmaer.
Uddannet kunstgrebsinnovatør ved Copenhagen Business School (CBS) i 2011.
I 2015 afsluttede hun diplom uddannelse "Ledelse, kunst og kultur" på University College Sjælland.
Susan har i perioden fra 2015 - 2025, været kunstnerisk leder og hovedunderviser på teaterhøjskolen Ryslinge Højskole.

## Filmografi
- Kun en pige (1995)
- Slip hestene løs (2000)
- Et rigtigt menneske (2001)
- En enkelt til Korsør (2007)

### Tv-serier
- TAXA (1997-1999)
- Forsvar (2003)
- Ørnen (2004-2006)
- Berlinerpoplene (2007)
- Pigerne fra englandsbåden (2023)[1]